# Стасанор
Стаса́нор (др.-греч. Στασάνωρ; IV веке до н. э.) — выходец из аристократической семьи города Солы на Кипре, военачальник Александра Македонского, впоследствии сатрап нескольких провинций на восточной окраине Македонской империи.

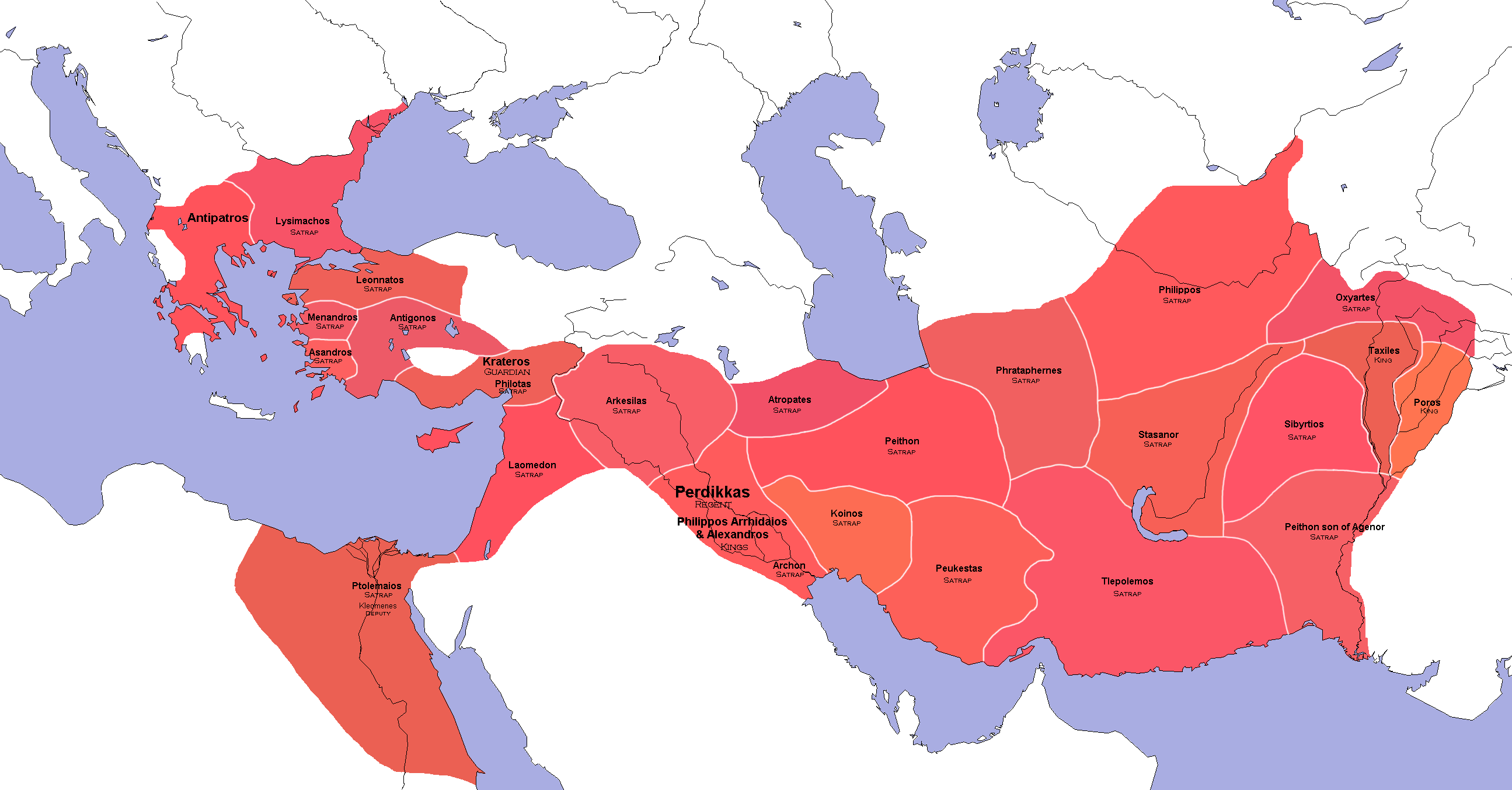
Распределение основных территорий и сатрапий на вавилонском совете (по Диодору Сицилийскому)

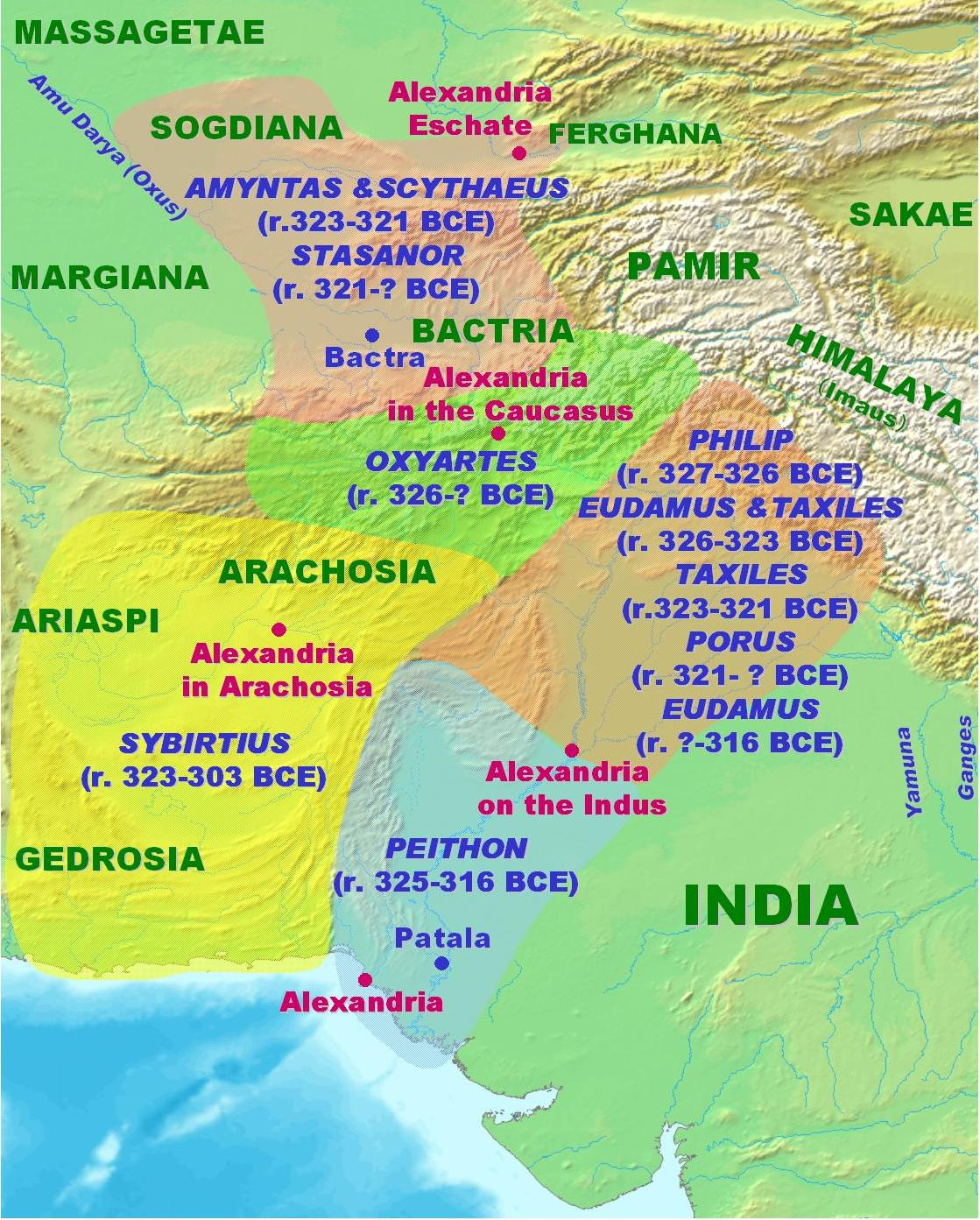
Стасанор был сатрапом Бактрии и Согдианы с 320/319 года до н. э.

Участвовал в походах Александра Македонского. Вначале состоял в числе гетайров царя, а затем, после выполнения ответственного поручения Александра, стал сатрапом Арии и Дрангианы. Во время Вавилонского раздела Македонской империи 323 года до н. э. после смерти Александра за Стасанором была подтверждена власть над пожалованными ранее сатрапиями. Во время следующего раздела в Трипарадисе 321/320 года до н. э. он был переведен в Бактрию и Согдиану, которые располагались на северо-восточных окраинах империи. Формальным сатрапом Арии и Дрангианы стал ставленник и, возможно, родственник Стасанора Стасандр.
После смерти Александра войска Стасанора, как минимум, участвовали в двух военных кампаниях — в составе коалиции сатрапов против Пифона и на стороне Эвмена против Антигона Одноглазого. После поражения Эвмена Стасанор сохранил свою власть, так как новый военный поход вглубь Азии, где располагались Бактрия и Согдиана, не входил в планы Антигона. Однако Стасанор был вынужден формально признать над собой верховную власть Антигона.
От подтверждения за Стасанором должности сатрапа Бактрии до завоевания провинции Селевком прошло около десяти лет. Согласно данным нумизматики в этот промежуток времени Стасанора сменил Софит, о биографии которого ничего неизвестно.

### При Александре Македонском

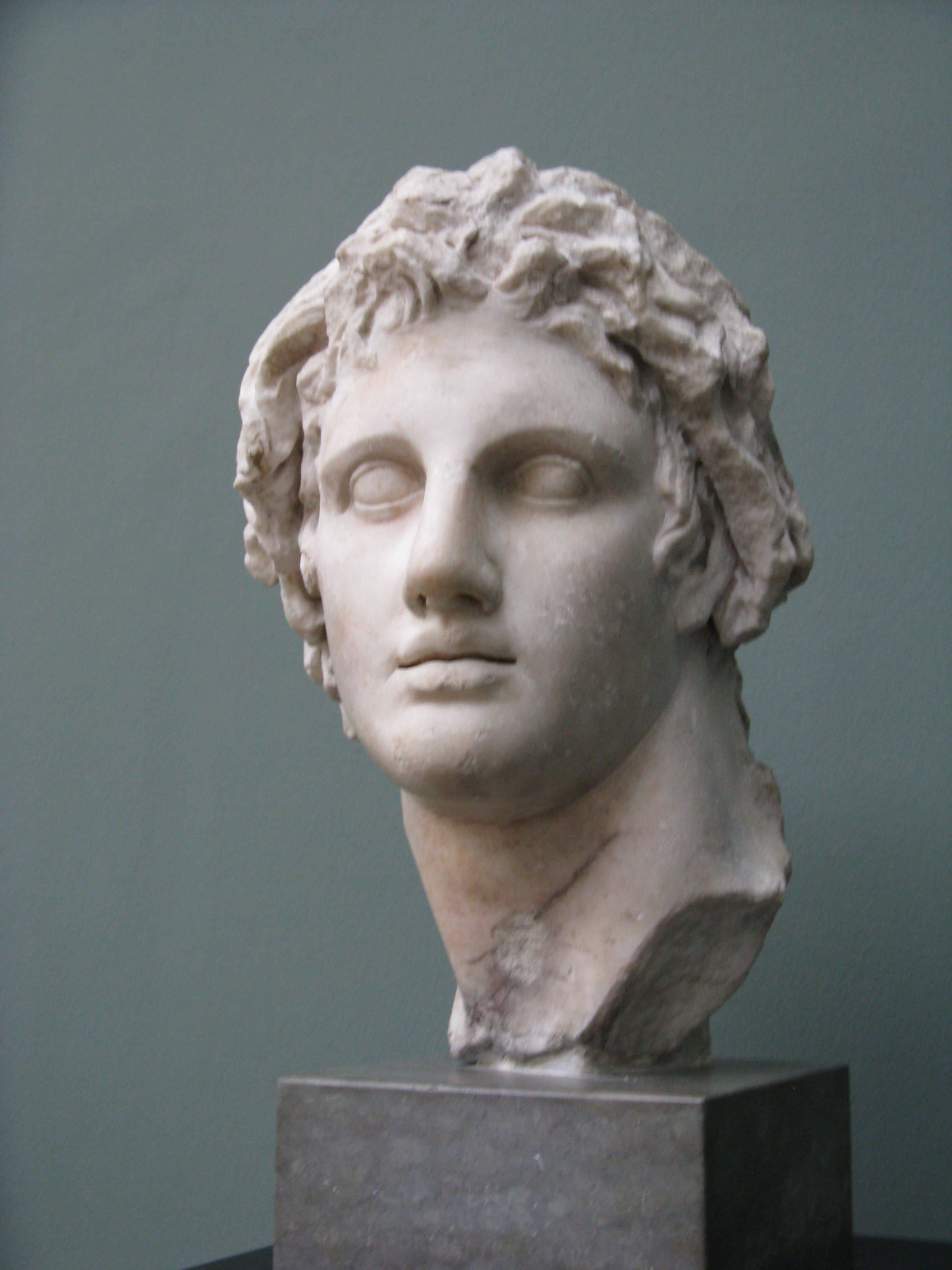
Античный бюст Александра Македонского в Новой глиптотеке Карлсберга, Копенгаген, Дания